# Pehr Nathanael Helling
Pehr Nathanael Helling, född 29 december 1762  i Istorps socken i Västergötland, död 25 februari 1831, var en svensk  präst. 
Han var son till kyrkoherden Peter Samuel Stenonis Helling och Beata Elisabet Ödman samt gift första gången med Kristina Elisabet Svahn och andra gången med Sophia Charlotta Prytz och slutligen tredje gången 1811 med Elisabet (Lisa) Maria Widmark. Tillsammans med sina tre fruar blev han far till 18 barn däribland Sten Helling..
Han blev student vid Lunds universitet 1776 och filosofie magister där 1781 samt prästvigdes i Göteborg 6 april 1784. Han var därefter huskaplan hos generallöjtnanten Sven af Winklerfelt. Han blev i augusti 1784 predikant vid Arméns flotta och i denna egenskap utkommenderad på örlogsskeppet Gripen under ett och ett halvt år. Han avlade pastoralexamen 4 februari 1786 med betyget approbatur cum laude. Därefter var han ordinarie amiralitetspredikant och pastor i Göteborgs Amiralitetsvarvsförsamling 1787. Från 6 oktober 1802 var han fältprost och från 14 februari 1805 kyrkoherde. Han blev ledamot av Pro Fide et Christianismo och Evangeliska Sällskapet i Stockholm 1807. Han blev kontraktsprost över Nyeds kontrakt den 6 november 1821. Helling var under flera år kyrkoherde i Filipstads församling men var även verksam vid andra kyrkor i Värmland.  Den predikan han höll i Karlstads domkyrka 1816 finns tryckt

 och ett flertal av hans tal trycktes av gymnasieboktryckaren Gustaf Wallencrona i Karlstad och gavs sedan ut på eget förlag.